# Fort VI Twierdzy Toruń
Fort VI Twierdzy Toruń – fort piechoty, zbudowany pod nazwą Zwischenfort IV a, następnie noszący imię Dohna. Znajduje się na Wrzosach, przy ulicy Szosa Chełmińska 204-210. 

## Historia
Został zbudowany w latach 1887–1890 z cegły i betonu. Miał stanowić część północnej linii umocnień Torunia i bronić trasy wyjazdowej na Chełmno. Ogień z sześciu dział fortecznych docierał do Różankowa i Łysomic.
W latach 1912–1914 dokonano częściowej modernizacji fortu: zabetonowano okna w pomieszczeniach mieszkalnych i magazynach, wymieniono większość urządzeń mechanicznych i wstawiono instalację elektryczną. W głównym korytarzu urządzono trawers, naprawiono wyjście na wał. W 1920 roku fort przejęło Wojsko Polskie, w 1924 roku przeznaczyło go na magazyn sprzętu saperskiego dla Zarządu Fortecznego Toruń.